# Urolophus cruciatus
Espèce
Synonymes
- Raja cruciata Lacépède, 1804
- Urolophus ephippiatus, Richardson, 1845

Statut de conservation UICN

 LC  : Préoccupation mineure
Urolophus cruciatus est une espèce de raie de la famille Urolophidae. Elle est endémique du sud-est de l'Australie : on la trouve principalement au large de l'État de Victoria et de la Tasmanie, et plus ponctuellement en Nouvelle-Galles du Sud et Australie-Méridionale. Ce poisson benthique vit généralement dans des habitats sableux ou coralliens à plus de 100 m de profondeur au large de Victoria, mais on le rencontre dans des baies et estuaires peu profonds dans les eaux de Tasmanie. Sa surface dorsale est caractérisée par un motif sombre consistant en une ligne médiane que croisent trois bandes transversales. Le disque formé par la nageoire pectorale est de forme ovale, le museau est arrondi et un rabat de peau similaire à une jupe relie les narines. La courte queue de l'animal se distingue par l'absence de repli de peau sur les côtés et s'achève par une épaisse nageoire caudale en forme de feuille. Les plus jeunes spécimens disposent parfois d'une petite nageoire dorsale en avant de l'aiguillon situé sur la queue. Cette espèce atteint 50 cm de long.
U. cruciatus est une raie plutôt oisive lors de la journée et se rencontre partiellement ou complètement enterrée sous le fond marin. Une fois la nuit tombée, les adultes de cette espèce carnivore se mettent en quête de proies : des crustacés, des vers polychètes et d'autres invertébrés présents sur le fond marin. Les jeunes raies se nourrissent de crustacés plus petits comme les isopodes, les amphipodes ou bien de petites crevettes.
À l'instar de nombreuses raies, celle-ci est ovovivipare : lors du développement intra-utérin, les jeunes sont d'abord nourris avec du vitellus puis plus tard avec un « lait utérin » produit par la mère. Après une période de gestation d'au moins six mois, les femelles donnent naissance jusqu'à quatre petits chaque année. L'espèce est fortement liée à U. sufflavus au point que le phénomène d'hybridation soit envisagé. L'aiguillon venimeux de la raie présente un danger pour l'homme. Ce poisson assez commun est rarement péché sauf dans la zone la plus septentrionale de sa distribution. Puisque la population de cette espèce n'est pas en danger immédiat, l'Union internationale pour la conservation de la nature (UICN) la considère comme « préoccupation mineure ».

## Description

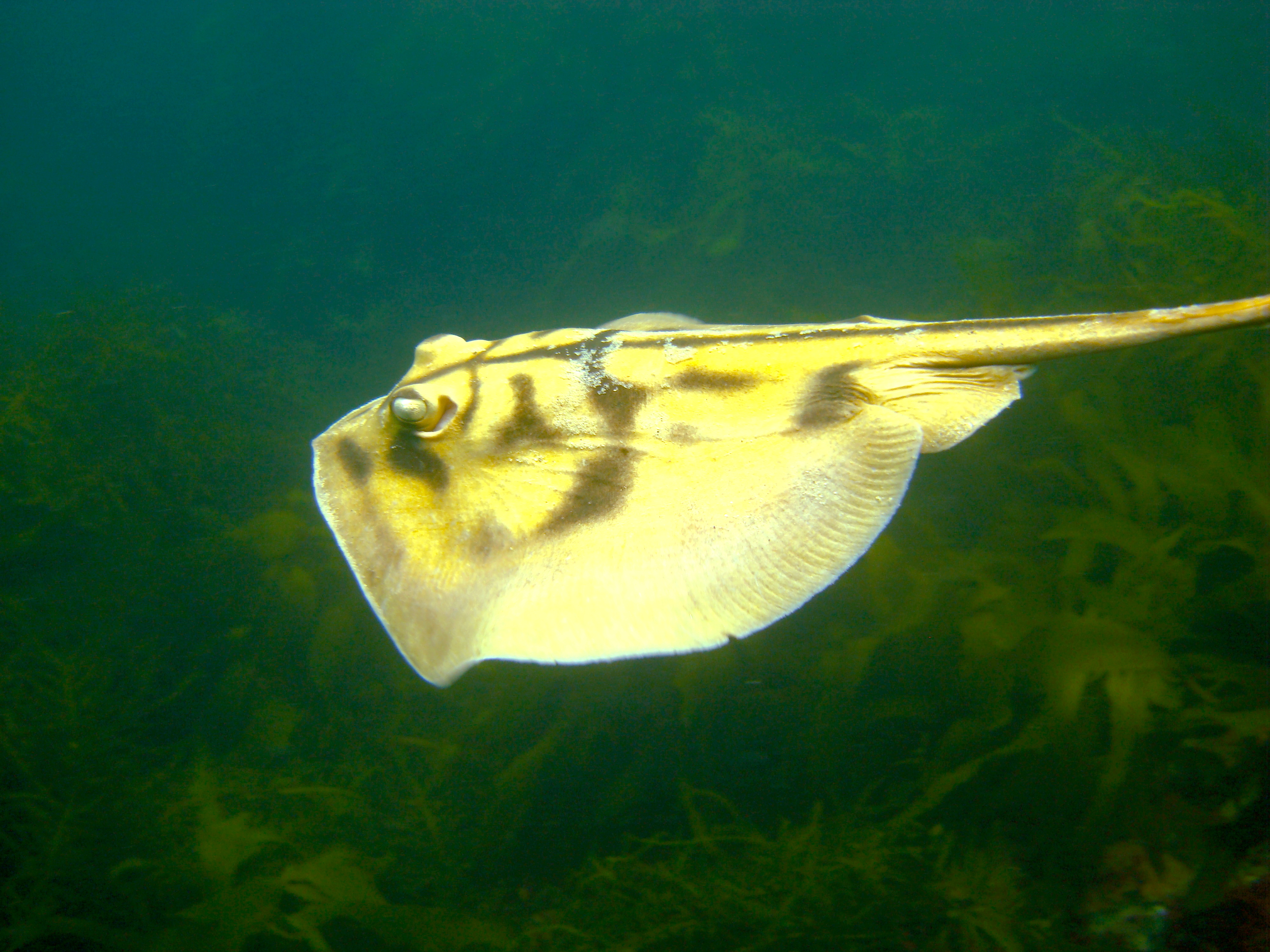
U. cruciatus se rencontre à proximité du fond marin.

La taille maximale enregistrée pour cette espèce est de 50 cm. Le plus souvent, les femelles sont plus grandes que les mâles. La nageoire pectorale discoïdale d'Urolophus cruciatus est légèrement plus large que longue, elle épouse une silhouette ovale. Les parties antérieures du disque sont quasiment droites et convergent selon un angle obtus. Généralement, le museau charnu et arrondi ne s'avance pas au-delà du disque pectoral. Les stigmates ressemblant à une larme sont surmontés d'un rebord pouvant être arrondi ou anguleux ; ils sont situés juste derrière les petits yeux de la raie. Un bouton en retrait formé par la paroi extérieure des narines est parfois visible. Les narines sont reliées par un rabat de peau s'apparentant à une jupe dont la paroi postérieure est profondément renfoncée. La gueule est de petite taille et largement arquée : elle contient entre 3 et 6 papilles sur le plancher buccal et quelques autres sur l'extérieur de la mâchoire inférieure. Les dents supérieures comme inférieures sont petites et grossièrement ovales à leurs bases, elles sont disposées en quinconce. Les cinq paires de fentes branchiales sont de taille modeste. Les nageoires pelviennes sont petites et arrondies.
La queue est relativement courte et mesure entre 63 et 84 % de la longueur du disque. Elle est dépourvue de replis cutanés latéraux ; vue en coupe transversale, la queue est un ovale aplati. L'unique aiguillon est dentelé et à peu près situé à mi-longueur de la queue. Chez les jeunes individus, l'aiguillon est précédé d'une petite nageoire dorsale que l'animal perd avec l'âge ; une légère cicatrice indique parfois l'ancienne présence de cette nageoire. La très courte nageoire caudale en forme de feuille est située au bout de la queue. La peau est entièrement dépourvue d'écailles placoïdes qui sont pourtant courantes dans la sous-classe Elasmobranchii. Sur sa surface dorsale, le poisson adopte une teinte comprise entre le grisâtre et le jaune marron à laquelle vient s'ajouter un motif de marques sombres. Ce motif est constitué d'une bande courant le long de la médiane dorsale et qui est croisée de trois bandes transversales de plus petite taille : une près des yeux, une autre au niveau des fentes branchiales, et la dernière au centre du disque. Ces particularités physiques sont plus prononcées chez les raies qui vivent le plus au sud de la distribution géographique. Quelques individus marron sombre voire noirs ont été enregistrés. La surface ventrale est blanche, s’assombrissant parfois à la bordure du disque. La nageoire caudale est plus grisâtre que le corps.

## Écologie et comportement

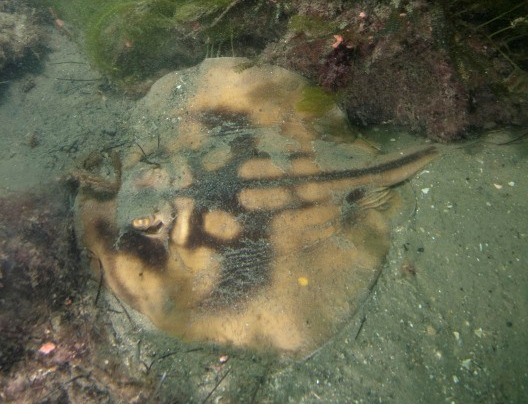
Durant la journée, cette espèce se rencontre souvent partiellement ou totalement enterrée sous le sable.

Principalement nocturne, U. cruciatus passe la majorité de la journée étendue et immobile, en partie voire totalement enterrée sous le fond marin,. La nuit venue, cette raie forme des groupes de taille variée qui comprennent parfois d'autres espèces de raies proches. Ce prédateur généraliste se met à la recherche de petits organismes présents sur le fond marin ou bien y étant enterrés. Dans les eaux de Victoria, plus de trois quarts des proies consommées sont des crustacés : ce sont surtout des isopodes (et particulièrement Natalolana woodjonesi et N. wowine), les amphipodes et décapodes sont consommés en plus petite quantité. Les vers polychètes sont des proies tenant pour une part importante de l'alimentation de la raie, alors que les priapulides et le mollusque céphalopode Euprymna tasmanica sont bien plus rarement consommés. Les jeunes individus d'une taille inférieure à 30 cm se nourrissent principalement d'isopodes, d'amphipodes et de crevettes de petite taille ; ce n'est qu'en grandissant que les raies peuvent incorporer à leur régime de plus grandes proies comme les penaeidae, les priapulides ou encore les polychètes.
Le Requin Plat-nez (Notorynchus cepedianus) est l'un des prédateurs de la raie. Quand elle se sent menacée, elle lève sa queue à la manière d'un scorpion en signe d'avertissement. Les organismes connus pour parasiter cette espèce comprennent un cestode du genre Acanthobothrium, ainsi que le monogène Caliotyle urolophi,. Comme la plupart des espèces de raies, celle-ci est ovovivipare : quand l'embryon en cours de développement arrive à court de vitellus, la mère est en mesure de lui donner une sorte de lait utérin riche en nutriments à travers des membres dédiés de l'épithélium utérin appelés « trophonèmes ». Les femelles donnent naissance à 1 à 4 petits chaque année. Le développement embryonnaire se déroule sur six mois, mais la période de gestation dans son ensemble peut être bien plus longue si les œufs connaissent une période de dormance après la fécondation, comme cela a été observé chez d'autres raies. Dans les eaux de Tasmanie, les grands estuaires tels que celui de la Derwent River servent de zones de reproduction.
Différents auteurs estiment que la taille à la naissance est comprise entre 10 et 15 cm et que la maturité sexuelle est atteinte quand le poisson mesure entre 20 et 32 cm ; l'arrivée à maturité sexuelle des femelles correspond généralement à une taille plus grande que les mâles. Ces écarts quant aux tailles pourraient refléter des conditions de vie inégales selon les régions de la zone de distribution,. Les mâles comme les femelles atteignent leur maturité sexuelle vers six ans, ils peuvent vivre jusqu'à onze ans. Cette espèce pourrait présenter des cas d'hybridation naturelle avec U. sufflavus dans les eaux de Nouvelle-Galles du Sud, où la distribution des deux espèces se chevauche : de potentiels descendants d'une telle hybridation possédant des motifs colorés mixtes ont été collectés. Si cette hybridation est avérée, il s'agirait d'un des rares cas connus de ce phénomène parmi les poissons cartilagineux.

## Répartition et habitat

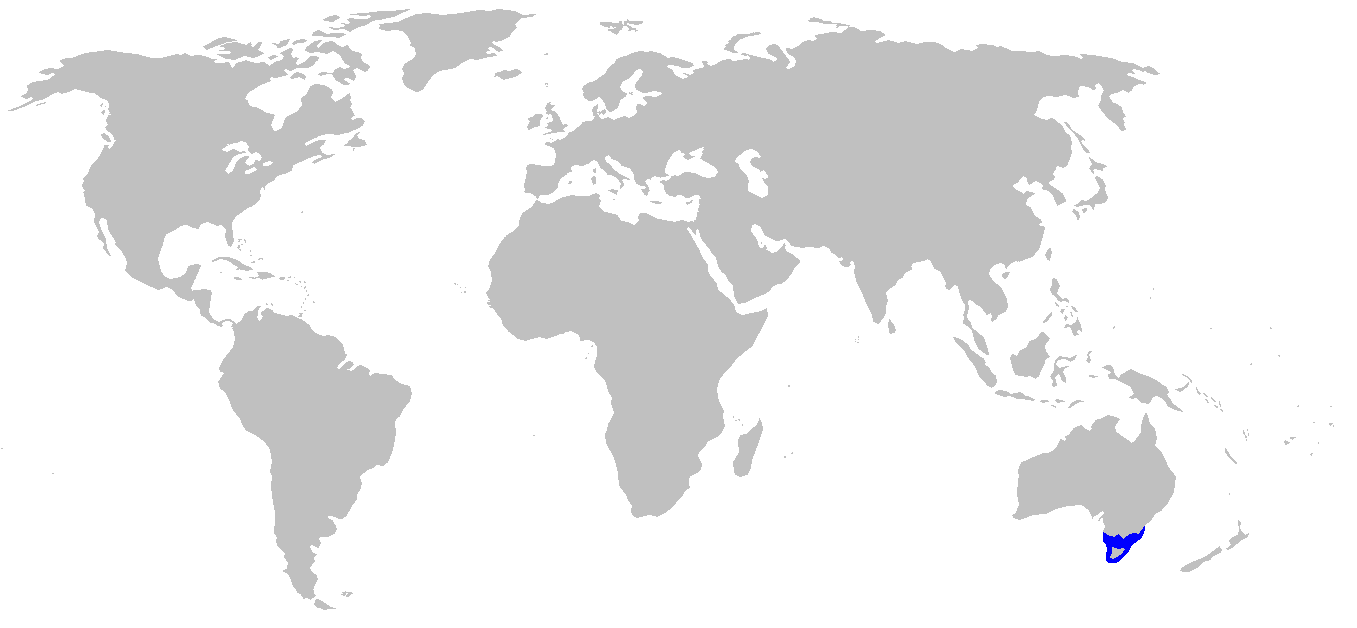
Répartition géographique de l'espèce.

L'espèce U. cruciatus est relativement abondante dans les eaux côtières de l'État de Victoria et de la Tasmanie qui constituent la majeure partie de sa zone de distribution. Cette dernière s'étend à l'Est jusque Jervis Bay, en Nouvelle-Galles du Sud, et à l'Ouest jusqu'au littoral de Beachport (en), en Australie-Méridionale. La présence de ce poisson benthique est certaine depuis la zone intertidale jusque 210 m de profondeur, sur la partie supérieure du talus continental,. Les raies vivant dans les eaux du Victoria préfèrent les plaines sablonneuses et les récifs rocheux ; elles sont rarement aperçues à une profondeur inférieure à 25 m mais se rencontrent plus généralement au-delà de 100 m. Au contraire, la sous-population de Tasmanie vit sur des fonds vaseux à l'intérieur de baies peu profondes et de grands estuaires, parfois au sein d'une eau saumâtre,.

## Taxinomie

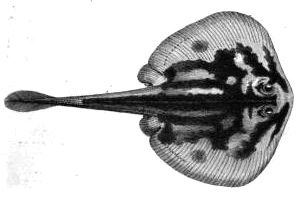
L'illustration qui accompagnait la description de l'espèce par Lacépède.

En 1804, le naturaliste français Bernard Lacépède décrit l'espèce sous le nom scientifique Raja cruciata dans un volume de la revue scientifique Annales du Muséum d'Histoire Naturelle de Paris. L'épithète spécifique signifie « en forme de croix » en latin et fait référence au motif sombre particulier visible sur le dos de la raie. La provenance de l'holotype n'est pas précise, il est indiqué qu'il vient de Nouvelle-Hollande, c'est-à-dire d'Australie. Dans leur ouvrage Systematische Beschreibung der Plagiostomen publié entre 1838 et 1841, les biologistes allemands Johannes Müller et Jakob Henle transfèrent l'espèce dans le genre Urolophus nouvellement créé.
Les sous-populations de l'État de Victoria et de Tasmanie se distinguent nettement par leur préférence pour des habitats différents, et l'Union internationale pour la conservation de la nature (UICN) indique que cela les études taxinomiques mériteraient un approfondissement. Cette raie est très proche d'Urolophus sufflavus. En plus de similitudes morphologiques, les deux espèces pourraient présenter des cas d'hybridation. En 2007, dans une étude portant sur 388 poissons menée par Robert Ward et Bronwyn Holmes, seules ces deux espèces ne purent être distinguées à partir des séquences génétiques du cytochrome c, ce qui atteste de leur proximité évolutive,.

## Relations avec l'homme
L'aiguillon venimeux du poisson inflige à l'homme une blessure douloureuse qui peut nécessiter une intervention chirurgicale si la partie dentelée de l'aiguillon se brise et reste logé dans la plaie. La base de la queue étant très souple, la raie est capable d'utiliser son aiguillon pour se défendre sur toutes les parties du corps. Au XIXe siècle, le danger que posait cette espèce a entraîné une extermination ciblée effectuée par les travailleurs des pêcheries : cette méthode consistait à transpercer le crâne de la raie au moyen d'une grosse pique métallique puis de retirer l'animal du filet. L'UICN considère l'espèce comme « préoccupation mineure » puisque les activités halieutiques sont peu importantes dans le détroit de Bass et à l'ouest de la Tasmanie, c'est-à-dire dans la plus grande partie de sa distribution. L'impact de la pêche côtière en Tasmanie n'est pas quantifié mais est probablement faible. Dans les eaux de Nouvelle-Galles du Sud, il s'agit d'une prise accessoire attrapée par les chaluts de fond et les filets maillants de la Southern and Eastern Scalefish and Shark Fishery (SESSF). Les individus capturés ont un fort taux de mortalité et subissent souvent des fausses couches. Bien que la SESSF ait engendré un déclin généralisé des populations de raies vivant en profondeur, cela ne concerne qu'une part mineure de la distribution de cette espèce.